# Castelo de Ballumbie
O Castelo de Ballumbie (em inglês:  Ballumbie Castle) é um castelo do século XVI localizado em Murroes, Angus, Escócia.

## História
Foi construído em/ou cerca de 1545. O castelo pertenceu à família Lovell até ao início do século XVI.
Encontra-se classificado na categoria "B" do "listed building" desde 11 de junho de 1971.

## Galeria

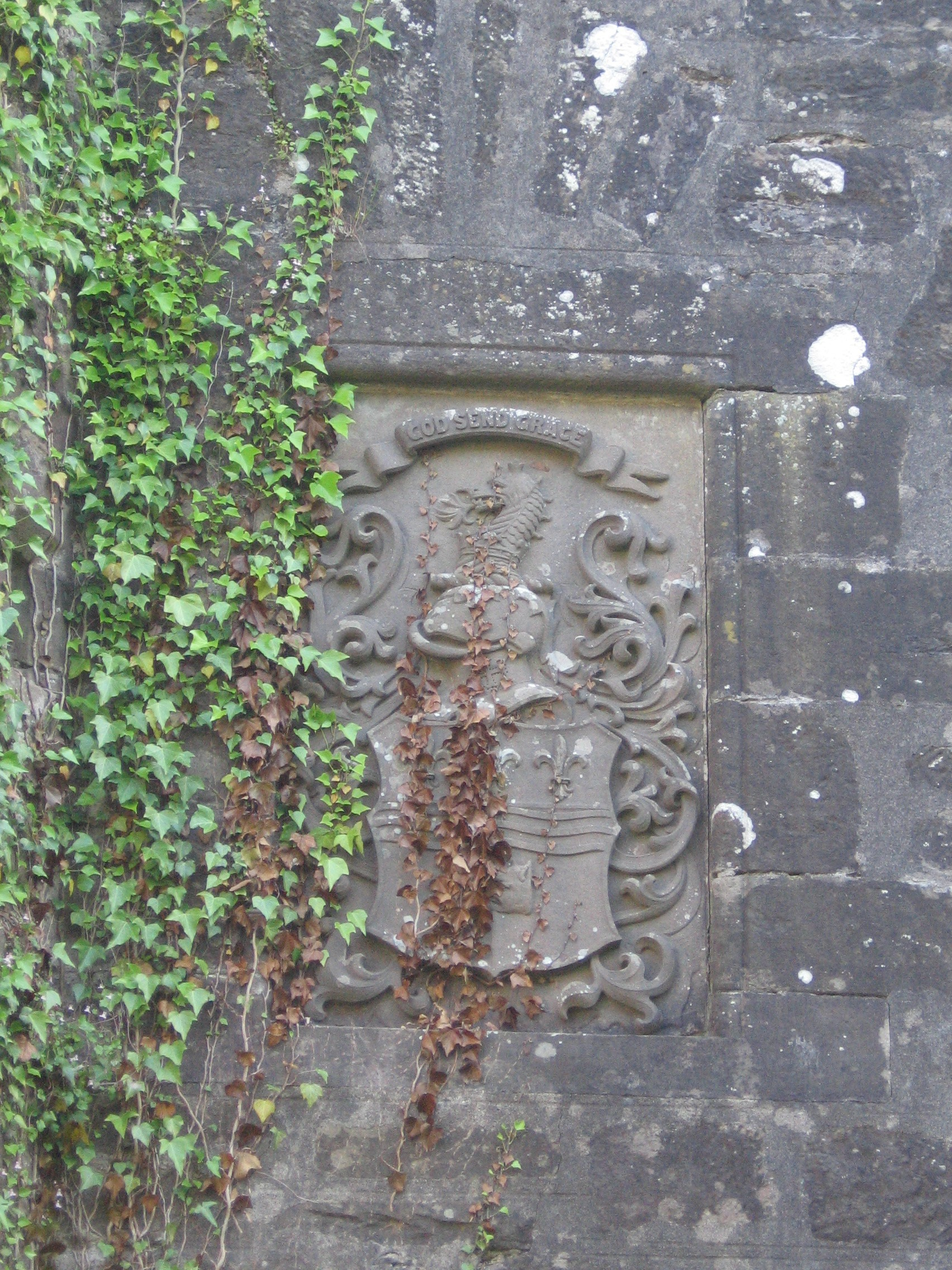
Brasão de armas